# Izu Ojukwu
Izu Ojukwu és un director de cinema nigerià que ha dirigit 24 pel·lícules. El 2007 va guanyar el Premi a Millor Director per la pel·lícula Sitanda en les tercers Premis de l'Acadèmia Africana de Cinema. Aquesta va rebre nou nominacions i cinc premis en aquest festival, incloent el de Millor Pel·lícula i el de Millor Pel·lícula Nigeriana.
Entre la seva cinematografia destaquen les pel·lícules: White Waters, Cindy's Note, Laviva, Sitanda, Across the Niger, Moving Train, Battle of Love, Desperadoes, Eleventh Hour i Love Boat, entre d'altres. Izu Ojukwu és conegut sobretot per a realitzar pel·lícules d'acció.

## Filmografia

### Direcció
Izu Ojukwu ha dirigit les pel·lícules:
- 2013 -  '76
- 2011 - Alero's Symphony
- 2009 - Nnenda
- 2007 - White Waters
- 2007 - Laviva
- 2007 - Minority Tension (Vídeo)
- 2007 - Who Will Tell the President (Vídeo)
- 2007 - Who Will Tell the President 2 (Vídeo)
- 2006 - Shut In (Vídeo)
- 2006 - Shut In 2 (Vídeo)
- 2006 - Sitanda
- 2006 - The Broken Shield (Vídeo)
- 2006 - The Broken Shield 2 (Vídeo)
- 2005 - Gl2 (Vídeo)
- 2005 - Gl2 2 (Vídeo)
- 2004 - Across the Niger (Vídeo)
- 2004 - No One But You (Vídeo)
- 2004 - Otondo (Vídeo)
- 2003 - Shackles and the Rugged Cross (Vídeo)
- 2003 - Moving Train (Vídeo)
- 2001 - Desperadoes (Vídeo)
- 2001 - Desperadoes 2 (Vídeo)
- 2001 - Love Boat (Vídeo)
- 1993 - Iva (Vídeo)

### Actor
Izu Ojukwu va actuar en la pel·lícula Perfect Temptation (2008) en el paper de Gateman.